# ハンドボールモロッコ代表
ハンドボールモロッコ代表は王立モロッコハンドボール連盟(RMHF)によって編成されるモロッコのハンドボールナショナルチームである。アフリカハンドボール連盟(CAHB)に所属する。

## 成績

### 世界選手権
- 1995年：22位
- 1997年：23位
- 1999年：17位
- 2001年：22位
- 2003年：23位
- 2007年：20位

### アフリカ選手権
- 1987年：4位
- 1989年：5位
- 1991年：4位
- 1992年：7位
- 1994年：4位
- 1996年：4位
- 1998年：5位
- 2000年：4位
- 2002年：4位
- 2004年：5位
- 2006年：3位
- 2008年：8位
- 2010年：6位
- 2012年：4位
- 2014年：6位